# Duffenter
Duffenter ist ein nördliches Viertel von Stolberg (Rhld.) in der Städteregion Aachen zwischen Donnerberg und Oberstolberg. Die Höhe beträgt 276,3 m ü. NN.
Das Gebiet des Duffenter und der Duffenter Hof gehörten spätestens seit dem 18. Jahrhundert zu Eschweiler. Bei der amtlichen Volkszählung am 1. Dezember 1905 war Donnerberg/Duffenter mit 1.471 Einwohnern neben Innenstadt/Röthgen, Bergrath, Röhe und Pumpe-Stich/Aue einer der fünf Stadtteile. Am 1. Januar 1935 wurde Duffenter zusammen mit Birkengang, Donnerberg, Steinfurt, Steinbachshochwald und Velau von Eschweiler nach Stolberg umgegliedert.
Im Oktober 1944 standen im Raum Hastenrath/Duffenter die 12. Infanteriedivision und das 12. Artillerieregiment in schweren Abwehrkämpfen gegen die US-amerikanischen Truppen.
Die AVV-Buslinien 12 und 72 der ASEAG verbinden Duffenter mit Stolberg-Mitte, Eilendorf und Aachen. Die nächstgelegene Haltestelle ist Donnerberg Höhenstraße.
| Linie | Verlauf |
| ----- | --- |
| 12    | Campus Melaten – Hörn – Muffet – Elisenbrunnen – Aachen Bushof – Kaiserplatz – Josefskirche – Kennedypark – Geschwister-Scholl-Gymnasium – Eilendorf – Münsterbusch – Zinkhütter Hof – Stolberg Mühlener Bf (– Birkengang – Am Sender – Donnerberg Höhenstraße) |
| 72    | Stolberg Mühlener Bf – Stolberg Altstadt – (Donnerberg Rosenweg –) Am Sender – Donnerberg Höhenstraße |